# Sand (Umeå)
Sand is een plaats in de gemeente Umeå in het landschap Västerbotten en de provincie Västerbottens län in Zweden. De plaats heeft 89 inwoners (2005) en een oppervlakte van 15 hectare. De directe omgeving van de plaats bestaat uit een afwisseling van landbouwgrond en bos.